# 雅各布·范坎彭
雅各布·范坎彭（荷蘭語：Jacob van Campen；1596年2月2日—1657年9月13日），荷兰黄金时代的画家和建筑师。

## 生平
1596年出生于荷兰的哈勒姆，与终生合作伙伴彼得·波斯特共同设计了位于荷兰海牙的莫瑞泰斯皇家美术馆。

## 代表作品
- 阿姆斯特丹王宫
- 德拉肯斯坦城堡
- 莫瑞泰斯皇家美术馆
- 范坎彭剧院（荷兰语：Schouwburg van Van Campen）
- 诺代恩德宫

## 画廊

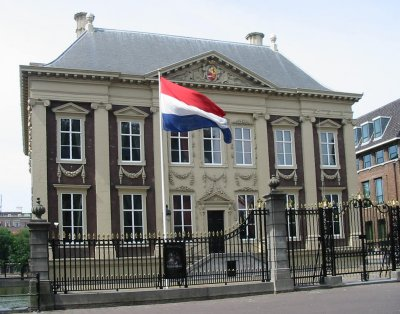
莫瑞泰斯皇家美术馆
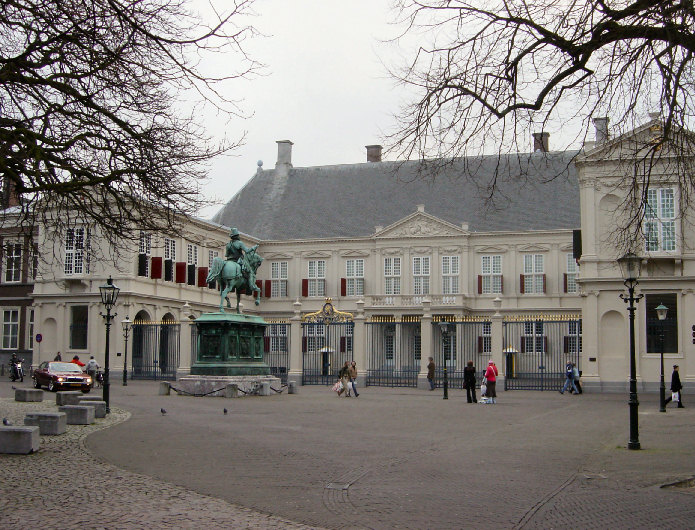
诺代恩德宫
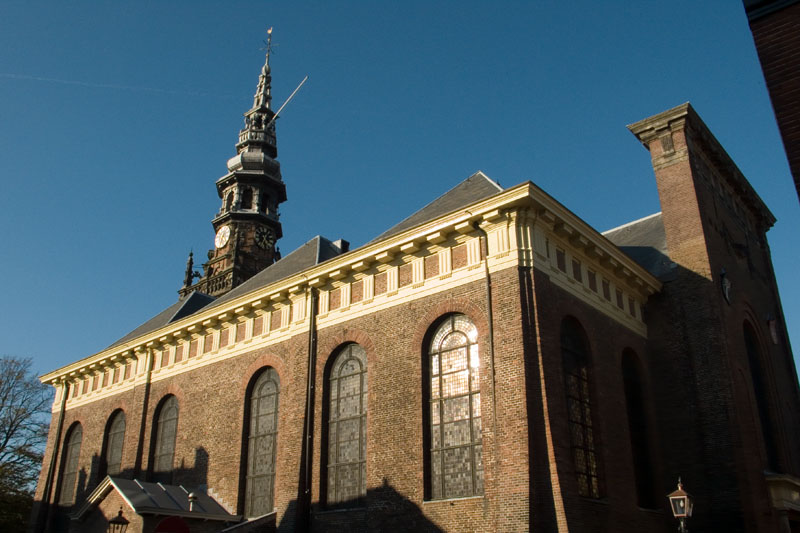
哈勒姆的新教堂